# Nemanja Mašulović
Nemanja Mašulović (Niš, 5 ottobre 1995) è un pallavolista serbo, centrale dell'Olympiakos.

## Biografia
È il fratello di Veljko Mašulović, anch'esso pallavolista.

## Carriera

### Club
La carriera di Nemanja Mašulović inizia nella stagione 2012-13 con il Mladi Radnik, nella Superliga serba, per poi passare nell'annata 2016-17 allo Stella Rossa, nella stessa divisione, con cui vince la Supercoppa serba 2016 e la Coppa di Serbia 2018-19. Per il campionato 2019-20 veste la maglia del Vojvodina, sempre in Superliga, aggiudicandosi due Supercoppe, la Coppa di Serbia 2019-20 e lo scudetto 2020-21.
Nell'annata 2021-22 si trasferisce in Slovenia, all'ACH Volley, in 1. DOL, con cui, in due annate di permanenza, conquista due Coppe di Slovenia, due Middle European League e due campionati. Nella stagione 2023-24 è ingaggiato dalla Saturnia Acicastello, nella Superlega italiana, mentre in quella seguente è per qualche mese di scena in patria, indossando la casacca del Niš, trasferendosi poi a campionato in corso all'Olympiakos, nella Volley League greca, aggiudicandosi la Coppa di Lega e la Supercoppa greca.

### Nazionale
Nel 2014 viene convocato nella nazionale serba Under-20, mentre tra il 2014 e il 2015 e in quella Under-21, con cui si aggiudica due medaglie d'argento al Balkan Championships.
Nel 2019 ottiene le prime convocazioni nella nazionale maggiore.

## Palmarès

### Club
- Campionato serbo: 1

2020-21
- Campionato sloveno: 2

2021-22, 2022-23
- Coppa di Serbia: 2

2018-19, 2019-20
- Coppa di Slovenia: 2

2021-22, 2022-23
- Supercoppa serba: 3

2016, 2019, 2020
- Supercoppa greca: 1

2024
- Coppa di Lega: 1

2024-25
- Middle European League: 2

2021-22, 2022-23

### Nazionale (competizioni minori)
- Balkan Championships Under-21 2014
- Balkan Championships Under-21 2015